# Det Frie Folkeparti
Det Freie Folkeparti (Partit del Poble Lliure) fou un partit polític danès fundat el 1923 com a ala política del Landbrugernes Sammenslutning. Immediatament se li uniren tres diputat del Venstre. Era inspirat en els partits agraris escandinaus com la Lliga de Grangers de Suècia.
El juny del 1939 va formar un gran front comú amb el Partit Nacional Socialista dels Treballadors Danesos (DNSAP) i intentaren elaborar una constitució nacionalsocialista. El maig de 1940 ambdós partits formaren una aliança, però durant l'ocupació el seu suport va decaure, com es va veure en les eleccions de 1943. A les eleccions legislatives de 1945 ja no es va presentar. El 1948 un dels seus diputats, Axel Hartel, fou condemnat a 14 anys de presó, la pena més dura per col·laboració a Dinamarca.